# René Dély

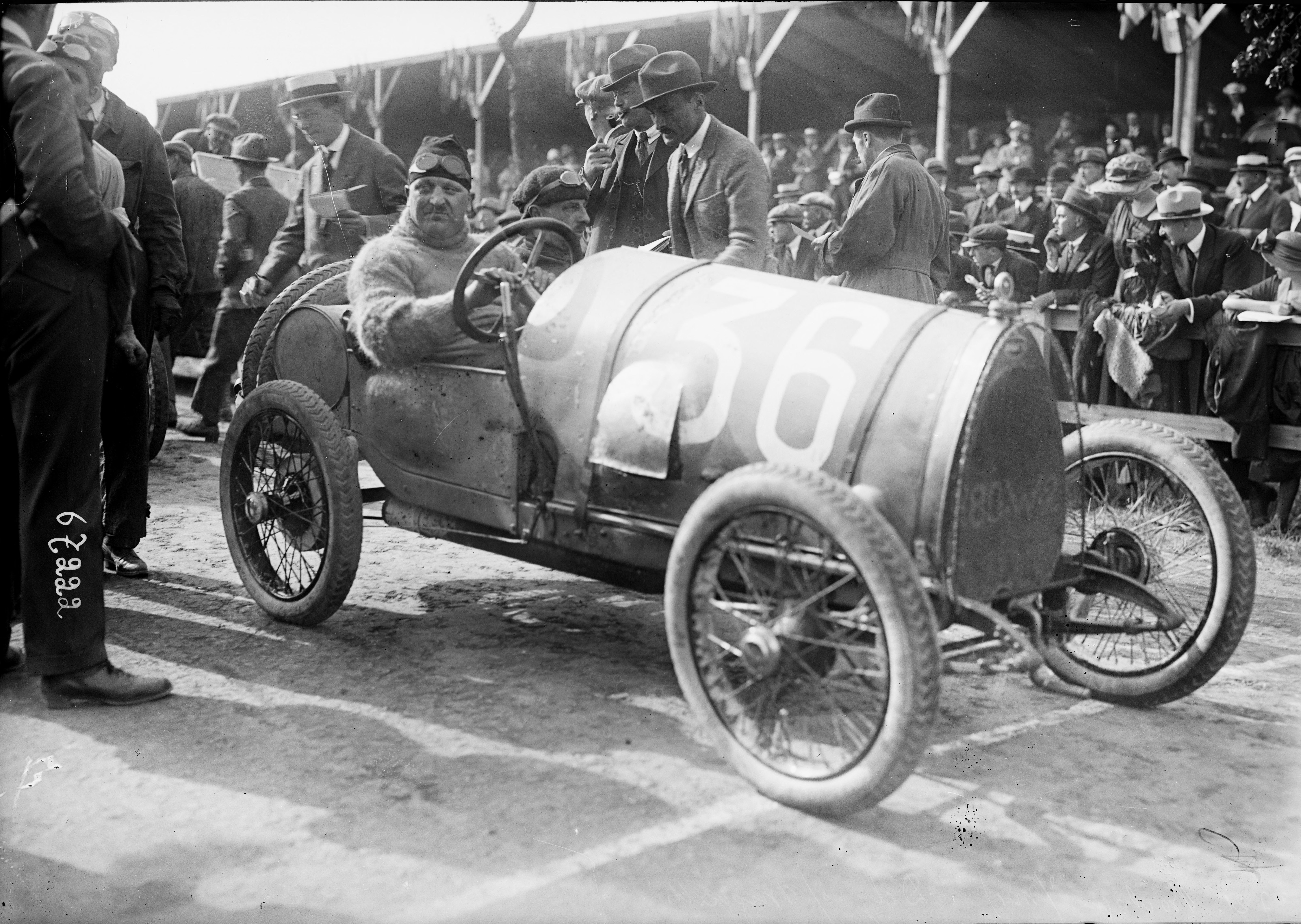
René Dély im Bugatti Type 13 beim Grand Prix de Boulogne 1921

Henri René Abel Dély (* 10. August 1888 in Saint-Martin-Boulogne; † 29. Mai 1935 in Boulogne-sur-Mer) war ein französischer Autorennfahrer.

## Karriere
René Dély war in den frühen 1920er-Jahren im Monoposto- und Sportwagensport aktiv. 1921 startete er auf einem Bugatti Type 13 beim Grand Prix de Boulogne. Das fast sechs Stunden dauernde Rennen gewann Joseph Collomb auf einem Corre-La Licorne. Dély konnte sich nicht klassieren. 1925 ging er beim 24-Stunden-Rennen von Le Mans an den Start. Als Partner von Jean d’Aulan erreichte er auf einem E.H.P. DT Spéciale den 14. Gesamtrang.

## Statistik

### Le-Mans-Ergebnisse
| Jahr | Team   | Fahrzeug           | Teamkollege  | Platzierung | Ausfallgrund |
| ---- | ------ | ------------------ | ------------ | ----------- | ------------ |
| 1925 | E.H.P. | E.H.P. DT Spéciale | Jean d’Aulan | Rang 14     |              |